# 牛肉湯
牛肉湯，是由牛肉烹調成的湯，不同地方基本上有不同製作方法。

## 臺南牛肉湯

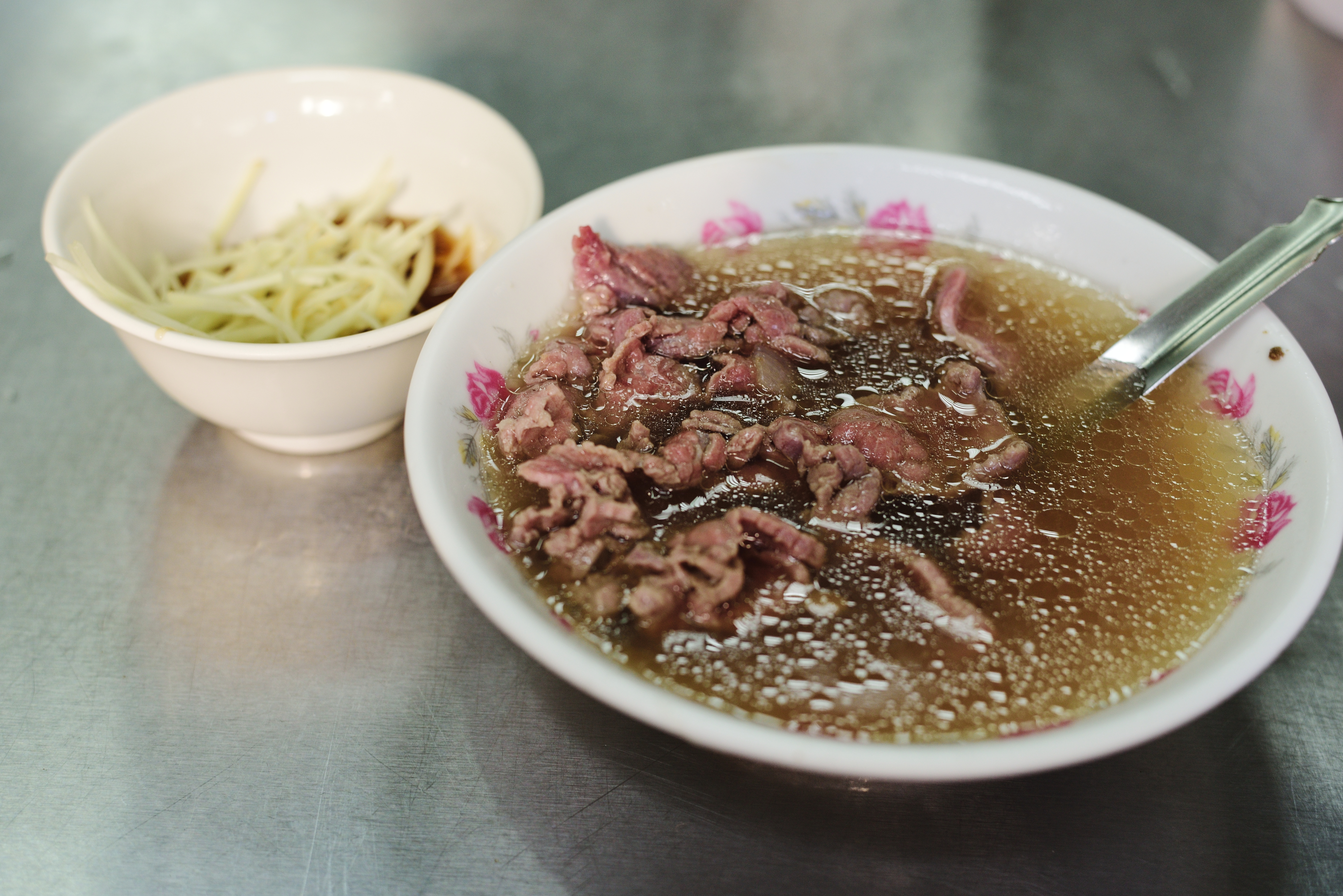
台南牛肉湯

流行於臺南市的小吃。特色在於使用當日清晨宰殺的新鮮溫體牛肉，全程不冷凍。只用臺灣的本土牛肉作為材料，因為國外的牛肉經過長時間運送、 冷藏，口感無法和新鮮牛肉相提並論。牛肉源頭95%是雄性乳牛。因骨架大肉少，能宰殺的標準大約為550公斤，但實際上通常在成牛達600、700公斤時進行宰殺，扣除牛骨、內臟與其他部位肉品，最後能用於清燙的大約僅有15％，以700公斤的成牛來講，最頂級的（前胸、肩胛）只有2.5公斤，故商家通常只能購得肉商成套搭售的肉品。所以各家牛肉湯通常會混有上、中、下等的肉，味道差異主要在於高湯熬製方法。大多是專賣店，並因牛隻宰殺時間（週一晚上及週二早上不宰牛），多數店家在週一及週二公休，店家亦在凌晨五時左右開始營業，故也可作為早餐。並兼售與牛肉有關其他菜肴，包括：牛肉切盤、薑絲炒牛心、青椒炒牛肉、牛雜湯、牛腩湯、汆燙牛肚等。但最近興起的無公休「24小時牛肉湯店」在沒有新鮮牛肉時，就以販賣牛肉熱炒或牛肉火鍋為主。
善化區、鹽水區為目前臺南主要的牛墟所在，使得臺南的牛肉湯特別普遍。其作法是將溫體牛肉切成薄片，再淋上以牛大骨熬煮之清湯汆燙至五至七分熟，搭配白飯或肉燥飯食用。在臺南以外的地方，離牛墟（牛市）較遠，因此罕見。

## 清燉牛肉湯
以牛肉、薑絲或薑片（有些區域也會加入白蘿蔔）文火燉煮數十分鐘至數小時，將牛肉燉至軟爛後添加微量米酒而成。

## 淮南牛肉汤

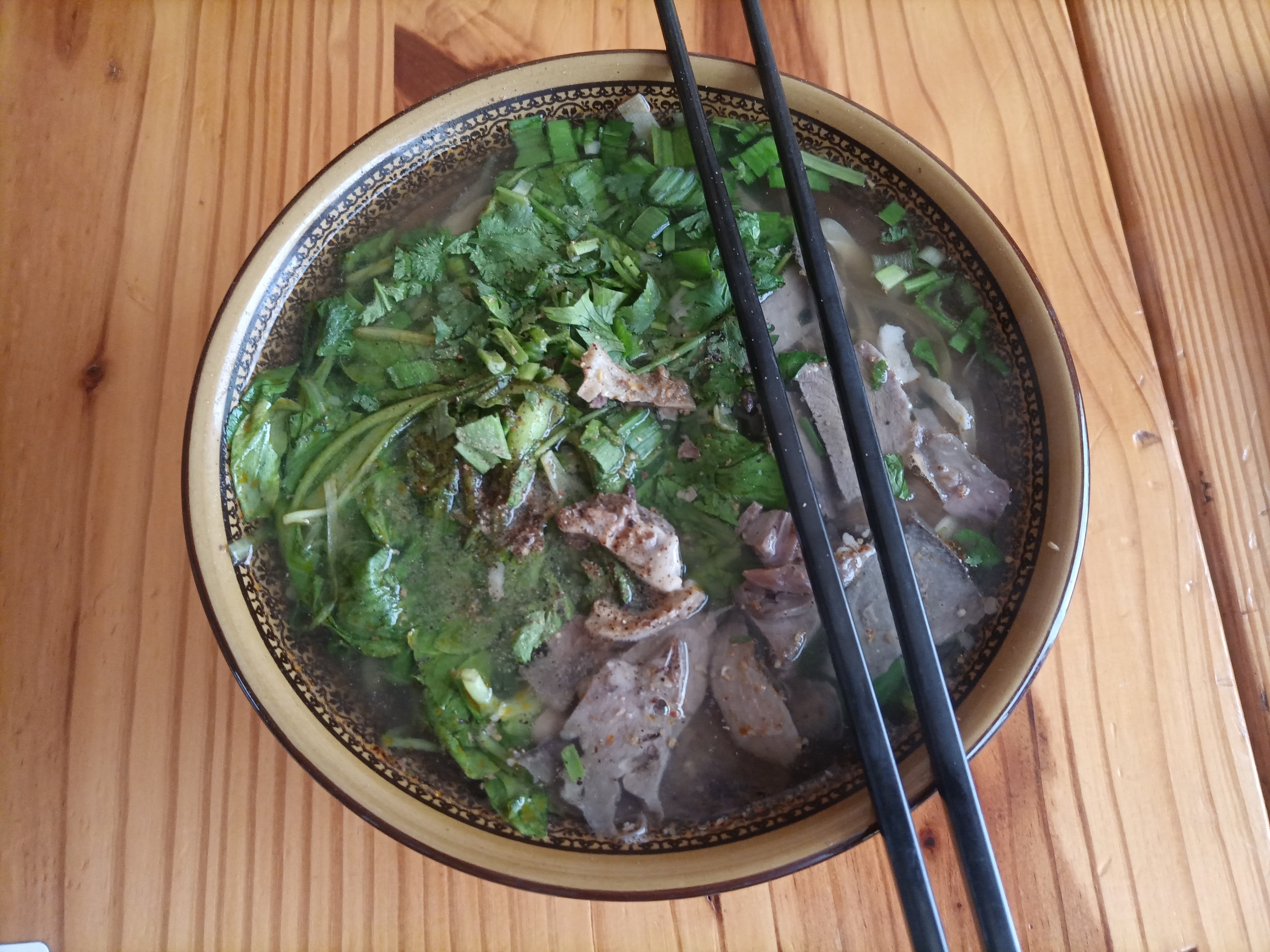
淮南牛肉汤

淮南牛肉汤为安徽省淮南市盛行的小吃，其起源有多种不同说法，而现代意义上的淮南牛肉汤则是当地小吃摊主借鉴回民加工牛肉的技艺所创，以江淮黄牛为原料，配以千張、粉丝、辣椒油、豆饼（绿豆面制作的片状物），通常搭配烧饼食用。

## 韓式牛肉湯
用牛肉、豆腐、蔥花、大白菜、辣椒粉等原材料烹調15分鐘而成之湯。
慶尚風格的辣牛肉湯飯，湯頭比較清澈，經常使用的是牛肉切成的肉片，以白蘿蔔片和大蔥熬煮。在韓國大多數地方，牛肉湯大多都會搭配白飯作為湯飯。

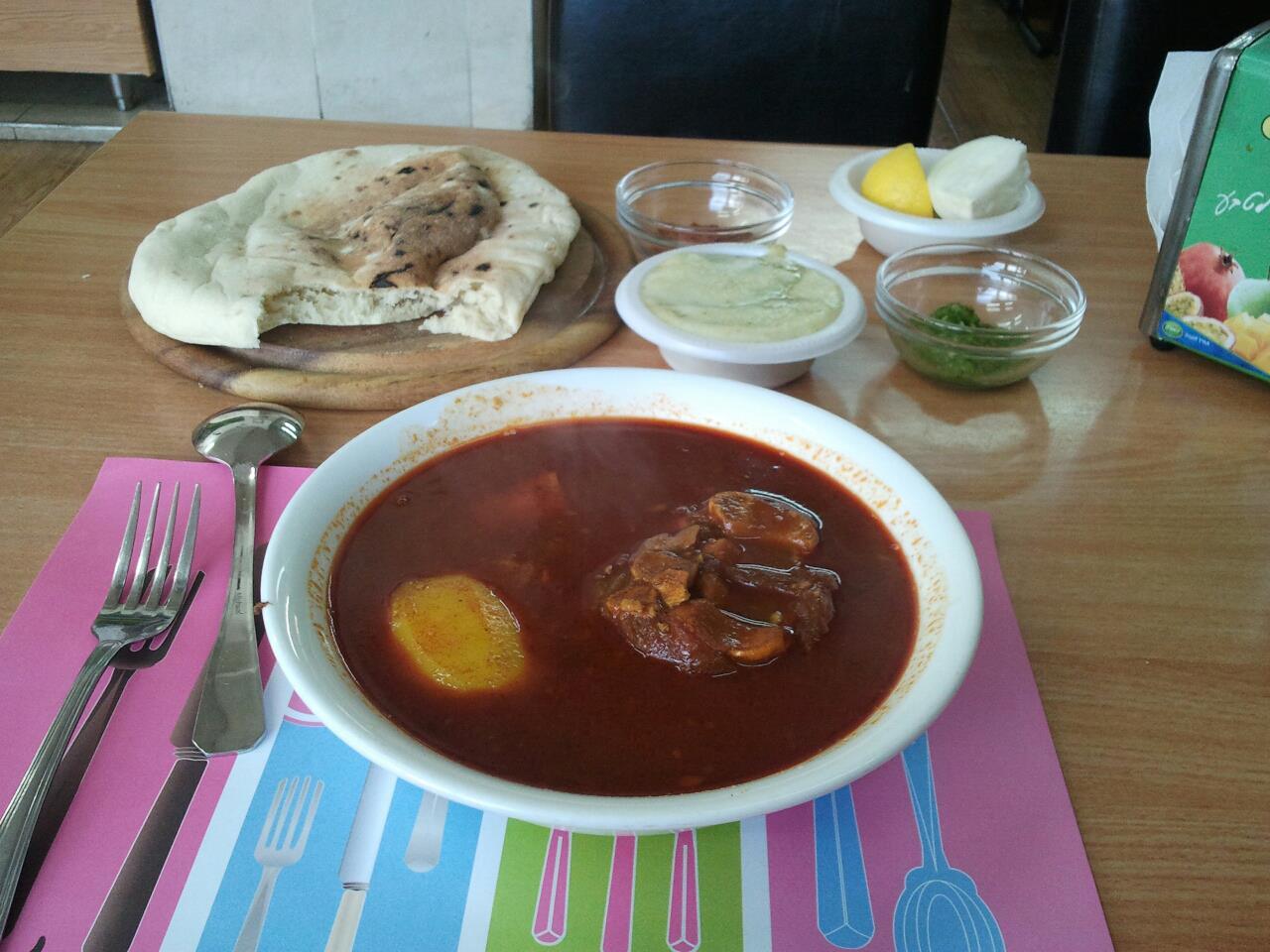
葉門牛肉湯

## 法式牛肉湯
法式牛肉湯（法語：Bouillon）
主要是以牛肉、胡蘿蔔、馬鈴薯、奶油、香葉烹煮半小時。
另一種法式做法又稱 Pot- au- feu （火上鍋）。
大體上以一盤牛肉倒入用蔬菜及香草調味過的清湯，用微火長時間慢燉。

## 義式牛肉湯
以牛肉、馬鈴薯、胡蘿蔔、洋蔥、番茄烹調廿分鐘，外貌類似於羅宋湯。
在東歐及中亞部分國家常以甜菜為基底加馬鈴薯、洋蔥、胡蘿蔔、香料燉煮

## 四川牛肉汤
大多是家族传承，所以味道纯正，汤汁醇厚，熬制8小时以上，精选优质肉类，简单的佐料，辣椒，盐，葱，蘸起来香醇鲜辣，以内江凌家“第一家牛肉汤”为代表，为20多年的老店，内江，自贡，资阳，绵阳甚至成都都有牛肉汤，是老百姓及其喜欢的一道美食，尤其可以在寒冬食用，可以避寒散湿。
台灣的紅燒牛肉麵有可能是從成都小吃「小碗紅湯牛肉」（將大塊牛肉汆去血水後，入鍋煮沸，再轉文火煮至將熟，再將處理妥當的豆瓣醬、花椒、八角、薑等，入牛肉湯鍋微火慢熬而成）轉變過來，形成台灣菜一道聞名全球的料理。
此外，四川省乐山市还有一种名为跷脚牛肉的菜式，但汤本身不放辣椒，而是将牛肉蘸辣椒面食用。